# برف پاک
برف پاک (انگلیسی: Virgin Snow; کره‌ای: 첫눈؛ ژاپنی: 初雪の恋 ヴァージン・スノー، هاتسویوکی نو کویی) یک فیلم محصول سال ۲۰۰۷ کره جنوبی به کارگردانی هان سانگ هه و با بازی بازیگر کره‌ای لی جون گی و بازیگر ژاپنی آئویی میازاکی است.